# Neolucanus insularis
Neolucanus insularis es una especie de coleóptero de la familia Lucanidae.

## Distribución geográfica
Habita en Japón.